# 気田川
気田川（けたがわ）は、静岡県浜松市天竜区を流れる天竜川水系の一級河川である。

## 地理
静岡県浜松市天竜区水窪町地頭方付近に源を発し南流。浜松市天竜区小川で天竜川に合流する。流路延長は約66km。上流に多目的ダムの豊岡ダムがある。

## 観光等
清流で知られており、地元の春野町などは「日本一きれいな川」としてPRしている。従来から鮎釣りの名所であったが、加えて近年は特に遠方からもアクセスしやすい割に深い自然に浸れる場所として、サイクリング、カヌー、ラフティング、キャンプ、ボルダリングなどアウトドアレジャーの名所となっている。
春野町内の川沿いには藤ノ瀬ホタル公園、秋葉山本宮秋葉神社下社・キャンプ場・宿があり、日帰り入浴施設もある。
気田川は天竜川と同様、鮎釣りのメッカでもある。幅の広くない清流と底の浅さから、魚を視認しやすい。6月の鮎釣り解禁シーズンは、特に多くの釣り人を見ることができる。その他にもニジマス等が釣れる。
河原がなだらかで広く、バーベキューやキャンプなどで利用されている。
船明ダムや秋葉山などと気田川沿いを含めた一帯は、走りやすく自然も多いサイクリングの名所でもある。
明神峡は静岡県西部屈指の紅葉の名所として知られている。また河原に天然の巨岩が多数あることから、天然石のボルダリングができるスポットとして注目されている。
また気田川は、初心者〜中級者向けのリバーツーリングの名所となっている。
河原がそのまま川底まで続いたような地形で、底が浅く、流れが早い・深い箇所が少なく複雑な水流の瀬も無い、護岸を含め人工物がかなり少ない、川沿いの道路がある、などとカヌー・カヤック・ラフティングのレジャーをするのに条件が良い。瀬などの後は流れが緩やかな場所になっているのも、立て直ししやすく初心者向けである。河原の広さも、ボートを陸揚げしておくのに便利である。
加えて遠方から訪れやすいこともあり、清流と深い山間を蛇行する景観、難所という程ではないカーブや瀬が繰り返しある川を求めて、東海地方はもとより首都圏や近畿地方など遠方からも多くの人が訪れる。
ただ川の底が浅いため、夏など水量が少ない時は底を擦ったりポーテージする必要があることが多い。
アクセスは、自家用車では春野町内まで関西方面からは新東名高速道路浜松浜北ICから30分程、東京方面からは東名高速道路袋井ICから50分程。公共交通機関は遠州鉄道西鹿島駅もしくは天竜浜名湖鉄道天竜二俣駅から春野町内へのバスがあるが、その本数は多くない。それ以外の天竜川との合流点などへのバスは非常に便数が少なく、休日は運行自体が無いこともある。